# Elisabeth Groß
Elisabeth Groß, geborene Geiberger (* 24. Juli 1899 in Worms; † 25. August 1944 in der Strafanstalt Plötzensee, Berlin) war eine deutsche Hausfrau und ein Opfer der NS-Justiz. Sie ist nicht zu verwechseln mit der gleichnamigen Ehefrau des Widerstandskämpfers Nikolaus Groß.

## Leben und Tätigkeit

### Frühes Leben
Elisabeth Geiberger wurde als viertes von dreizehn Kindern des Arbeiters Karl Geiberger und seine Frau Elise, geborene Knierim, geboren. Sie besuchte die Volksschule und übernahm später den Obst- und Gemüsehandel der Mutter. 1918 heiratete sie den Fuhrmann Heinrich Groß. Aus der Ehe gingen die beiden Söhne – Heinrich (* 1919) und Erwin (* 1924) – hervor.
In der Zeit der Weimarer Republik war Elisabeth Groß Mitglied der Kommunistischen Partei Deutschlands (KPD). Außerdem war sie in der Internationalen Arbeiterhilfe (IAH), einer karitativen Unterorganisation der KPD, tätig. Unter anderem arbeitete sie in einer IAH-Suppenküche in Worms mit, die notleidende Arbeiter verköstigte. Spätestens 1932 fungierte Groß als Leiterin der Wormser Sektion der IAH. In dieser Funktion nahm sie im April desselben Jahres als Delegierte an einem Kongress der IAH in Moskau teil. Während dieser Reise nahm sie an Betriebsbesichtigungen in Moskau und Leningrad teil. Nach ihrer Rückkehr nach Worms berichtete Groß vor einer öffentlichen Versammlung von 400 KPD-Mitgliedern und -Sympathisanten über den Kongress und ihre sonstigen Eindrücke über die Sowjetunion. Ein heimlich von einem NSDAP-Spitzel mitstenographiertes Protokoll ihrer Ausführungen wurde der örtlichen NSDAP-Kreisleitung übermittelt und mehr als zehn Jahre später im Prozess gegen Groß als Beweismaterial verwandt.

### Zeit des Nationalsozialismus und Denunziation
Nach dem Machtantritt der Nationalsozialisten im Frühjahr 1933 trat Elisabeth Groß aus der KPD aus und zog sich weitgehend ins Privatleben zurück. Von 1933 bis 1939 betrieb sie einen Obsthandel in Frankfurt am Main. Zu Beginn des Zweiten Weltkriegs eröffnete sie mit ihrem Mann und ihren Söhnen ein Autotransportgeschäft, das mit zwei Lastkraftwagen für die Organisation Todt arbeitete.
Am 29. Juli 1943 erhielt Groß Besuch von Kurt Gundersdorff, einem mit ihrem Sohn befreundeten Unteroffizier, der sich gerade auf Heimaturlaub befand. Während ihres Gesprächs kam auch die Kriegslage zur Sprache, wobei Groß geäußert haben soll: „Der Hitler, der Hund, der Lump, der Stromer. Es muß doch eine Möglichkeit geben, ihn umzubringen. Ist denn keiner da, der an ihn herankommt.“ Außerdem berichtete sie ihm, dass sie im Radio einen Moskauer Radiosender abhöre und forderte sie G. zur Desertion aus der Wehrmacht auf.
Nachdem G. seiner Verlobten Herta Lottermann über Groß’ Äußerungen ihm gegenüber sowie über ihre Aufforderung an ihn zu desertieren erzählt hatte, denunzierte diese Groß – mit G.’s Einverständnis – bei der NSDAP-Kreisleitung in Worms. Außerdem wies sie die Kreisleitung auf zwei weitere Frauen, die belastende Dinge über Groß aussagen könnten, hin. Diese hatten sie und ihr Verlobter zuvor ausfindig gemacht, indem sie systematisch Personen aus Groß’ Bekanntenkreis darüber ausfragten, ob diese ihnen gegenüber nicht auch gegen den Krieg und das Regime gerichtete Äußerungen gemacht habe. So hatte eine gewisse Frau B. ihnen berichtet, dass Groß im Gespräch mit ihr Ende Juni erklärt habe, dass man nicht wissen könne, ob der Krieg gewonnen würde. Auch habe Groß ihr, Frau B., erklärt, dass sie es bei den Kommunisten auch nicht schlechter haben würde als jetzt. Groß wurde daraufhin von der Kreisleitung aufgrund der verschiedenen auf diese Weise erlangten belastenden Aussagen gegen sie bei der Dienststelle der Geheimen Staatspolizei in Darmstadt angezeigt, die Groß am 8. August 1943 in Haft nahm.

### Haftzeit, Verfahren vor dem Volksgerichtshof und Hinrichtung
Mit Zwischenstation im Darmstädter Gerichtsgefängnis und in Mainz wurde Groß im November 1943 auf Anordnung des Reichssicherheitshauptamtes nach Berlin überführt. Dort wurde sie in der Justizvollzugsanstalt Moabit gefangen gehalten, in dem sie acht Monate verbrachte. Den Ergebnissen der Forschung von Angelika Arenz-Morsch zufolge zogen die harten Haftbedingungen – sie wurde mehr als einen Monat lang angekettet und in Einzelhaft gehalten – Groß physisch und insbesondere psychisch in erhebliche Mitleidenschaft, so dass sie schließlich in einen apathischen und stuporösen Zustand verfiel. Dieser ging so weit, dass sie selbst ihren Ehemann nicht mehr erkannte und als nicht mehr vernehmungsfähig eingestuft wurde. Im Januar 1944 unternahm sie einen Suizidversuch. Ein ärztliches Gutachten gelangte zu dem Ergebnis, dass sie infolge völliger psychischer Auflösung nicht mehr zurechnungsfähig sei. Das Gericht verwarf dieses Gutachten jedoch und hielt an der Durchführung des geplanten Verfahrens fest.
Am 21. Juli 1944 wurde Groß wegen Vorbereitung zum Hochverrat und Wehrkraftzersetzung vor dem 2. Senat des – in Potsdam tagenden – Volksgerichtshofs unter Vorsitz von Wilhelm Crohne angeklagt. Im Prozess relativierten die als Belastungszeugen vorgeladene Frau B. und eine weitere Zeugin ihre von der Kreisleitung gesammelten Bekundungen über die von Groß ihnen gegenüber gemachten Äußerungen, so dass Kurt Gundersdorff als einziger Belastungszeuge, auf den sich schließlich die gesamte Anklagte stützte, übrig blieb. In dem noch am selben Tag gefällten Urteil wurde Elisabeth Groß dennoch für schuldig befunden und zum Tode verurteilt. Gnadengesuche ihres Verteidigers, ihrer Mutter und ihres Ehemanns wurden abgelehnt.
Das Todesurteil wurde am 25. August in der Strafanstalt Berlin-Plötzensee durch den Scharfrichter Wilhelm Röttger mit dem Fallbeil vollstreckt. Die Veröffentlichung einer Todesanzeige wurde Groß’ Angehörigen von den Behörden verboten.

### Prozesse gegen Groß’ Denunzianten
Das Todesurteil gegen Groß hatte ein juristisches Nachspiel: 1949 wurden die Denunzianten G. und L. vor dem Landgericht Mainz wegen Verbrechens gegen die Menschlichkeit angeklagt. Ihnen wurde zur Last gelegt, mit ihren Meldungen an die Kreisleitung das Verfahren gegen Groß in Gang gebracht, im Falle G.s durch seine Aussage vor dem Volksgerichtshof außerdem die unmittelbare Grundlage für das gegen sie verhängte Todesurteil erbracht zu haben und so den Tod Großs verschuldet zu haben. Beide seien somit Gehilfen einer Verfolgung aus politischen Gründen gewesen. Das Gericht befand beide mit Urteil vom 30. November 1949 für schuldig und verurteilte G. zu einer Strafe von vierzehn Monaten Zuchthaus unter Verlust der bürgerlichen Ehrenrechte für drei Jahre, während L. zehn Monate Gefängnis erhielt.
Gegen dieses Urteil legten sowohl der Oberstaatsanwalt in Mainz, der es für zu milde hielt, wie auch G. Revision beim Oberlandesgericht Koblenz ein. Der Strafsenat des Oberlandesgerichts erklärte die Revision in seiner Sitzung vom 27. April 1950 für zulässig, soweit es G. betraf. Ein Revisionsantrag von Herta L. wurde verworfen, da ihre Gefängnisstrafe auf Grund einer Bundesamnestie vom 31. Dezember 1949 zur Bewährung ausgesetzt worden war. Mit der Für-Zulässig-Erklärung von G.s Revisionsantrag folgte das Oberlandesgericht der damals gängigen Praxis der Rechtsprechung bei Denunziationshandlungen während der NS-Zeit, wonach Strafanzeigen und die wahrheitsgemäße Aussage wegen gegen das Regime gerichtete Äußerungen und Taten als solche nicht als Verbrechen gegen die Menschlichkeit zu fassen waren. Der Fall wurde daher an das Mainzer Landesgericht zurückverwiesen, wo nun das Schwurgericht mit ihm befasst wurde.
Das Schwurgericht des Landgerichts befand in einem neuen Urteil vom 10. Dezember 1950, dass G. nicht nachzuweisen sei, dass er seine Meldungen an die Kreisleitung über Groß’ Äußerungen im Jahr 1943 sowie seine Groß belastende Aussage während des Prozesses von 1944, in der Absicht gemacht habe, ihr zu schaden. Da keine Beweise dafür vorlägen, dass seine Aussagen falsch oder übertrieben gewesen seien, müsse im Sinne des Grundsatzes in dubio pro reo davon ausgegangen werden, dass er damals die Wahrheit gesagt habe und eine wahrheitsgemäße Aussage könne keine Grundlage für eine gerichtliche Verurteilung sein. Daher sei ein Freispruch aus Mangel an Beweisen angemessen. In zeitgenössischen Zeitungsberichten über den Prozess wurde dieses Urteil von den zuständigen Kommentatoren mit Empörung quittiert. So erschienen Artikel mit Überschriften wie “Das Schwurgericht war anderer Auffassung – Freispruch von der Anklage eines Verbrechens gegen die Menschlichkeit” oder “Schwätzer oder Henkersknecht? – Die Mutter eines Freundes aufs Schafott gebracht”.

### Ehrungen
2006: Es wurde ein Stolperstein vor dem Haus Gaustraße 65 in Worms verlegt, der an Elisabeth Groß erinnert.
Weiter wurde der Elisabeth-Groß-Platz in Worms nach ihr benannt.